# Novobáczky Sándor
Novobáczky Sándor (Szentes, 1924. március 29. – Budapest, 1989. június 8.) magyar újságíró, humorista.

## Életpályája
Szülei: Novobáczky Andor és Ungár Margit voltak. Általános és középiskolai tanulmányait Szentesen végezte el. 1942-ben érettségizett a szentesi Horváth Mihály Gimnáziumban. 1946-ban diplomázott a budapesti tudományegyetem jogi karán. Tisztviselő volt a Magyar Nemzeti Bankban, majd a Pénzügyminisztériumban. 1949–1952 között a Vörös Akadémián politikai gazdaságtan tanára volt. Újságírói pályáját a Szabad Nép című napilapnál kezdte 1952-ben. 1953-ban külpolitikai rovatvezető és szerkesztőbizottsági tag lett. 1955-ben a lázadó kommunistákhoz tartozott, aminek következtében a Szabad Nép megvált tőle. 1955–1956 között a Fogaskerék című üzemi lapnál dolgozott. 1956-ban került a Magyar Nemzethez. 1956. október 6-án jelent meg az Irodalmi Újságban Különös emberek? című írása, amiért 1957. január 19-én letartóztatták. 1957. október 26-án a Budapesti bíróság tíz havi börtönre ítélte. Kiszabadulása után évekig letiltották az újságírói pályáról a Corvin Áruház propagandistájaként dolgozott 1958–1959 között. 1959-ben került a Népsport szerkesztőségébe. 1963-ban a Magyarország című hetilap alapító tagja, 1968–1989 között rovatvezetője volt.
Cikkei jelentek meg a Könyvvilágban, a Budapester Rundschauban. Kitűnő szatirikus képességével a Ludas Matyiban és a Magyar Rádióban is nevet szerzett.
Sírja az Óbudai temetőben látogatható (12-I-133).

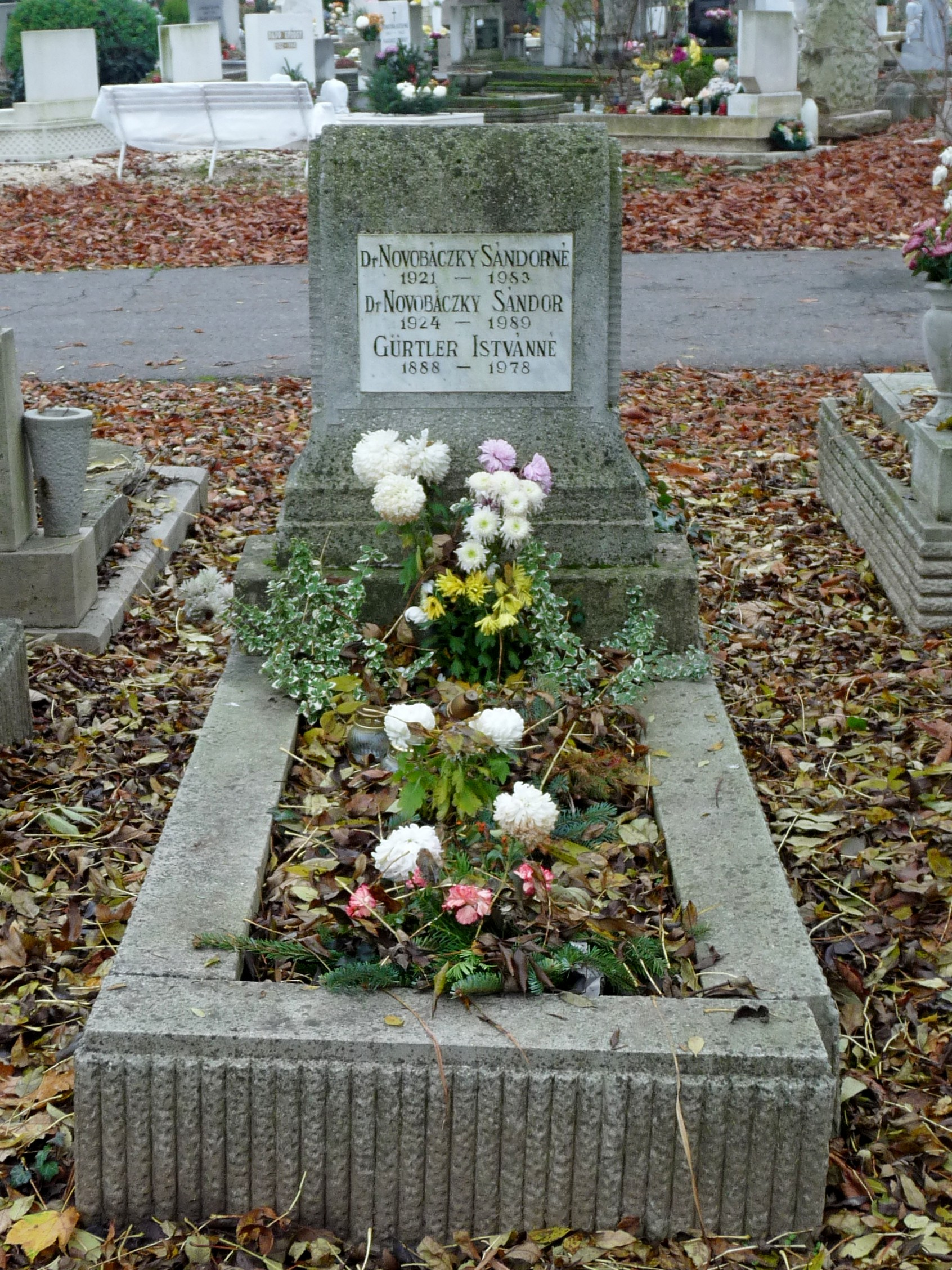
Novobáczky Sándor (1924–1989) magyar újságíró sírja az Óbudai temetőben (12-I-133).

## Művei
- A genfi győzelem (Méray Tiborral, Budapest, 1954)
- Berlini jelentés a négyhatalmi tanácskozásról (Nemes Györggyel, Budapest, 1954)
- A külpolitikai agitáció módszereiről (Budapest, 1956)
- Kacag a lelátó (karcolatok, anekdoták, Léwald Györggyel, 1965)
- Súlyos pesti sértések (Kabaréműsorok, Budapest, 1971)
- A csapat szelleme (egyfelvonásosok, Budapest, 1971)
- Also nein, diese Ungurn! (Glossen, Brachfeld Siegfrieddel, Berlin-Weimar 1974)
- Fiatalság: komiszság (elbeszélések, 1974)
- Nincs tanú (színmű, Bratislava, 1983)